# Bretby
Bretby è un villaggio nel sud del Derbyshire, in Inghilterra, confina a nord con Swadlincote e ad est con Burton upon Trent, al confine tra Derbyshire e lo Staffordshire. Il nome significa "dimora dei cittadini britannici".

## Storia
Nell'880 si crede che sia stato luogo di una grande battaglia tra i danesi e il regno di Mercia.
Nel 1209, Ranulph de Blondeville, IV conte di Chester ha concesso il feudo di Bretby a Stephan de Segrave che fece costruire una chiesa e un palazzo. C'era anche il Castello di Bretby, che fu distrutto durante il regno di re Giacomo I d'Inghilterra per far posto alla costruzione di Bretby Hall.
Nel 1585, Thomas Stanhope comprò Bretby Hall e da allora in poi è stata la casa dei conti di Chesterfield. Questa casa aveva un giardino formale che rivaleggiava con il giardino di Versailles nel 1640. Lord Carnarvon vendette la proprietà nel 1920 per pagare la spedizione su Tutankhamon.